# Шканова, Мария Игоревна
Мария Игоревна Шканова (род. 18 октября 1989 года, Магнитогорск, СССР) — белорусская горнолыжница, участница 4 зимних Олимпийских игр (2010, 2014, 2018, 2022), чемпионка Универсиады 2017 года в слаломе.

## Спортивная биография
Заниматься горными лыжами Шканова начала в 1998 году в России в городе Магнитогорск. На соревнованиях под эгидой FIS Мария начала выступать в конце 2004 года. Долгое время Шканова выступала только на международных и национальных соревнованиях, которые проходили в России. С сезона 2006/2007 Мария стала выступать на международных стартах в гонках FIS, Ситизен и национальных чемпионатах, при этом часто попадая в десятку сильнейших. С 2008 года Мария Шканова сменила гражданство и стала выступать за Беларусь.
В 2010 году Мария Шканова дебютировала на зимних Олимпийских играх в Ванкувере. В супергиганте белорусская спортсменка заняла 33-е место, в слаломе стала 38-й, а в гигантском слаломе 40-й. В 2011 году Шканова выступила на чемпионате мира. Лучшим результатом на мировом первенстве для Марии стало 29-е место в супергиганте. На этапах Кубка мира Шканова впервые выступила 3 января 2012 года в столице Хорватии в Загребе, но не смогла финишировать в слаломе. В этом же сезоне белорусская горнолыжница начала выступать и в Кубке Европы. В 2013 году Мария приняла участие в зимней Универсиаде, где по сумме очков во всех дисциплинах заняла третье место.
В 2014 году Мария Шканова во второй раз выступила на зимних Олимпийских играх. В слаломе Шканова стала 29-й, а в гигантском слаломе белорусская горнолыжница заняла 44-е место. Также Мария выступила в супергиганте, но не смогла завершить гонку.
3 января 2017 года в возрасте 27 лет впервые набрала очки в Кубке мира, заняв 23-е место в слаломе в Загребе (6,51 сек проигрыша победительнице Веронике Велес-Зузуловой). Спустя 5 лет, 11 января 2022 года, второй раз в карьере попала в 30-ку лучших на этапе Кубка мира — в слаломе в Шладминге Мария заняла 20-е место (2,65 сек проигрыша победительнице Микаэле Шиффрин).
9 февраля 2022 года на Олимпийских играх в Пекине заняла 20-е место в слаломе.

## Результаты

### Олимпийские игры
| Олимпийские игры | Скоростной спуск | Супергигант | Гигантский слалом | Слалом | Комбинация | Команды |
| ---------------- | ---------------- | ----------- | ----------------- | ------ | ---------- | ------- |
| 2010 Ванкувер    | —                | 33          | 40                | 38     | —          | н/д     |
| 2014 Сочи        | —                | DNF         | 44                | 29     | —          | н/д     |
| 2018 Пхёнчхан    | —                | DNS         | 38                | 28     | —          | —       |
| 2022 Пекин       | —                | —           | —                 | 20     | —          | —       |

### Чемпионат мира
| Чемпионат мира           | Скоростной спуск | Супергигант | Гигантский слалом | Слалом | Комбинация | Команды | Паралл. гигантский слалом |
| ------------------------ | ---------------- | ----------- | ----------------- | ------ | ---------- | ------- | ------------------------- |
| 2009 Валь-д’Изер         | —                | 31          | DNF1              | DNF1   | —          | н/д     | н/д                       |
| 2011 Гармиш-Партенкирхен | —                | 29          | 47                | DNF1   | —          |         | н/д                       |
| 2013 Шладминг            | —                | DNS1        | DNF1              | DNF2   | 30         |         | н/д                       |

## Личная жизнь
- Окончила УралГУФК в Челябинске, а сейчас обучается в МГТУ.